# Nikifor Stepanowitsch Krylow

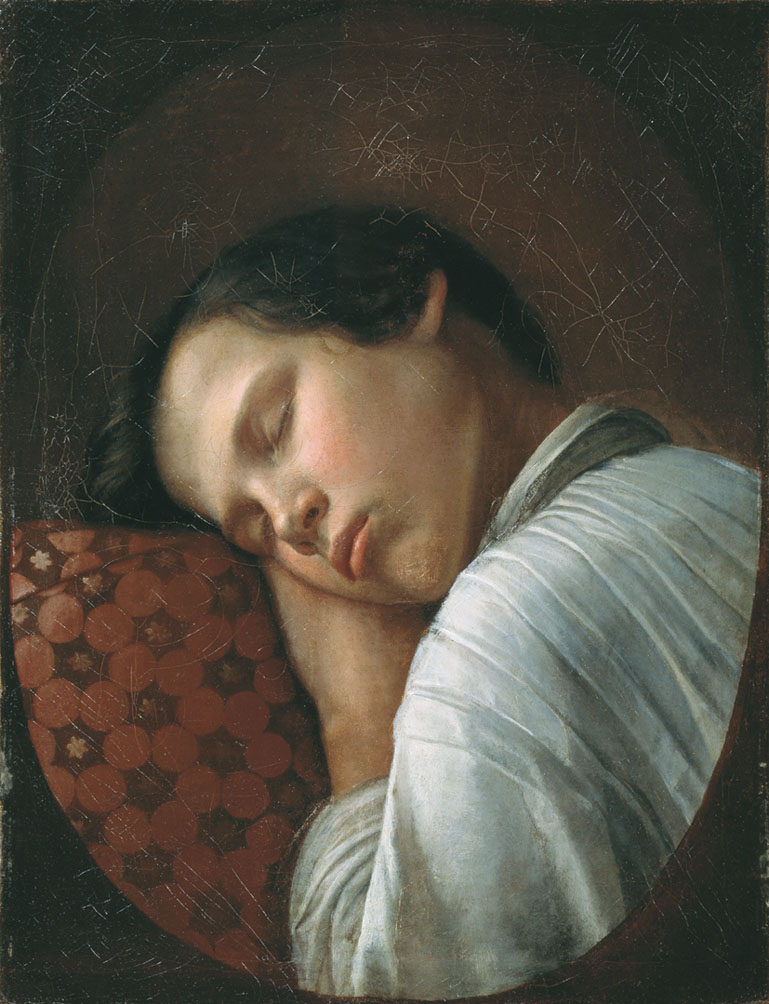
Nikifor Krylow. Schlafender Junge, 1824

Nikifor Stepanowitsch Krylow (russisch Никифор Степанович Крылов, französisch Nikifore Krylov, * 1802 in Kaljasin, Russisches Kaiserreich; † 1831 in Sankt Petersburg) war ein russischer Maler.

## Leben
Krylow arbeitete in einem Artel wandernder Künstler. 1824 traf er auf Alexei Gawrilowitsch Wenezianow, welcher ihn einlud, an der damaligen Schkola Wenezianowa (russisch Школа Венецианова, wissenschaftliche Transliteration Škola Venecianova) zu studieren. Dort spezialisierte er sich auf Porträtmalerei.
Trotz seiner kurzen Wirkungszeit übte er einen wichtigen Einfluss auf spätere Generationen von Malern aus. Sein „Russischer Winter“ (1827) und seine Personen, die seine Bilder bevölkern, sind stilbildend „russisch.“
Er starb 1831 im Alter von 29 Jahren an Cholera.